# Сачино (Кобулетский муниципалитет)
Сачино (груз. საჩინო) — село в Грузии, на территории Кобулетского муниципалитета автономной республики Аджария.

## География
Село находится в юго-западной части Грузии, к востоку от побережья Чёрного моря, на расстоянии 6 километров (по прямой) к югу от города Кобулети, административного центра муниципалитета. Абсолютная высота — 153 метра над уровнем моря.

## Население
По результатам официальной переписи населения 2014 года, в Сачино проживало 758 человек (379 мужчин и 379 женщин). В национальной структуре населения грузины составляли 98,7 %, армяне — 0,8 %, русские — 0,4 %.
| Год  | Население, человек |
| ---- | ------------------ |
| 2002 | 810                |
| 2014 | ↘ 758              |